# Корела
Корелата (Nymphicus hollandicus), позната още като нимфа, е най-малкото какаду ендемично за Австралия. Ценени са като домашни любимци по цял свят и са сравнително лесни за развъждане. Втори са по популярност след вълнистите папагали.
Корелата принадлежи към подсемейство Calyptorhynchinae (по-известно като тъмни какадута). Корелите в дивата природа се срещат във вътрешната част на Австралия.

## Класификация
За пръв път е описан от шотландския натуралист Робърт Кер през 1792 г. като Psittacus hollandicus, Корелата по-късно е отделена в свой вид, Nymphicus, от Йохан Георг Ваглер през 1832 г. Името на вида идва от най-ранните групи европейци, които са видели този папагал в естественото му местообитание; те оприличили птицата на нимфа. (Nymphicus буквално означава „малка нимфа.“) А hollandicus е препратка към Нова Холандия – историческото име на Австралия.
Билогичната връзка дълго време е била тема за диспут; сега те са класифицирани в монотопно подсемейство Nymphicinae, но в миналото погрешно са класифициран сред Platycercinae, дългоопашати малки папагали. Сега този факт е доказан с молекулярен анализ. Митохондриална 12S Рибозомна РНК, данни от ДНК секвенция  го поставят сред посдсемейство Calyptorhynchinae (тъмни Какадута).
Днес корелите са класифицирани като член на Какаду, защото споделя всички характерни белези на какадутата. Това са изправеният гребен, жлъчен мехур, пух.

## Изобразяване
Отличителен за корелата е гребенът. Той се изправя вертикално, когато птицата е уплашена или развълнувана, скосен, когато птицата си почива, и прилепнал за главата, когато е много ядосана. Гребенът се държи легнал, но се подава пасивно, когато флиртува или съблазнява. Корелите имат много дълги опашки, достигащи понякога половината дължина на тялото им, което е и голямата разлика между корелите и какадутата. С дължина от 30 до 33 cm корелите са най-малките какадута и единствените дългоопашати какадута. Какадутата достигат от 30 до 60 cm дължина.
„Дивият тип“ корела има основно сиво оперение с подчертани бели ивици по краищата на всяко крило. Лицето на мъжкия е жълто или бяло, докато лицето на женската е основно сиво или светло сиво, като и двата пола имат оранжеви кръгли точки около ушите. Това оранжево е по-силно при мъжките и заглушено при женските. По този начин е възможно визуалното определяне на пола.

## Разпространение и хабитат
Корелите са нативни за Австралия, където се намират в условия на ариден или полупустинен климат, но винаги около вода. Номади са – местят се, където има вода и храна. Срещат се по двойки и на малки ята. Понякога хиляди кръжат около воден басейн. Според фермерите често унищожават реколтата. Те отсъстват от най-плодородните части на държавата, най-дълбоките Западноавстралийски пустини и Кейп Йорк. Те са единствените какадута, които се размножават в края на първата година.

## Продължителност на живот
Средната продължителност на живота на корелите в дивата природа е 10 – 14 години, на тези в домашни условия е 14 – 24 години.Има доказателства за корели, живели 30 години, а най-възрастната корела, живяла някога, е била на 36 години. Храната и физическите упражнения са основният фактор за дълъг живот. 

## Като домашни любимци
Корелите обикновено са добри домашни любимци, но няма никаква гаранция, че всички ще бъдат такива. Както и при другите домашни любимци, основно значение за техния характер е важно как са отгледани и как се гледат. Някои са доста общителни и социализирани, а други са срамежливи и стоят в ъгъла на клетката. Ако редовно се занимавате с тях и сте търпеливи, вероятно скоро ще имате питомен домашен любимец.

## Галерия
- Диви корели
- Корела с естествена окраска показва страх, като си изправя гребена.
- Млада корела мутация.
- Корела мутация – арлекин.
- 3-седмично пиле албинос.
- Светещо оперение на корела под UV светлина.
- Корелите са социални птици
- Корела си подава главата, за да бъде галена. Разстоянието м/у пръчките на клетката не трябва да позволява това.